# Синодик опальных
Синодик опальных — синодик для церковного поминовения, написанный по указанию царя Ивана Грозного. Составлен с целью поминовения лиц, пострадавших в годы его правления.
Синодик составлен в конце жизни Ивана IV (около 1583 года), который объявил прощение всем казнённым им боярам и пожертвовал монастырям на помин их душ крупные денежные суммы. Одновременно им были разосланы в десятки монастырей поминальные списки, которые со времён Н. М. Карамзина популярны в качестве источников по истории опричнины. Сами синодики сохранились лишь в поздних, порой искажённых, монастырских копиях.
Академик С. Б. Веселовский высказал предположение, что царские синодики составлены на основе приказного списка казнённых, составленного царскими дьяками на основе подлинных документов опричнины. Им был составлен алфавитный перечень казнённых, на основе которого был сделан вывод о том, что синодик опальных содержит нехронологический и довольно неполный список жертв опалы Ивана Грозного. В него включены казнённые в 1564—65 и 1571—75 годах. Наиболее полно в нём перечислены лица, пострадавшие по делу князя Владимира Старицкого (1567—1570 годы, 3200 человек); по мнению Р. Г. Скрынникова, в синодике приведён полный хронологический перечень всех казненных по данному делу.
Синодик приводит также подробные данные о разорении Иваном Грозным Новгорода в 1570 году. Составители включили в синодик текст отчёта («сказку») Малюты Скуратова:

«По Малютине скаске в новгороцкой посылке Малюта отделал 1490 человек (ручным усечением), ис пищали отделано 15 человек».

Имена этих посадских людей в синодике не перечисляются, по именам указано несколько сотен дворян и их домочадцы.
Синодик опальных является источником, по которому к жертвам Ивана Грозного причисляют следующих православных святых:
- Ефросинью Старицкую (утоплена в реке Шексне 11 октября[4] 1569 года вместе с сопровождавшими её монахинями и слугами)[5];
- Корнилия Псково-Печерского (убит царём во время его похода на Псков в 1570 году вместе со старцем Вассианом Муромцевым, состоявшим в переписке с Андреем Курбским)[6].

## Список опальных Ивана Грозного 1583 года
Лета 7091/1583 года, по государеву царёву и великого князя Ивана Васильевича всея Руси указу, выписаны из государевых книг имена и прозвания опальных людей разных городов, поминать их по государевой царёву и великого князя грамоте на литиях и на литургиях и на панихидах в церквах Божиих во все дни. А которые в сём поминании имена не писаны - прозвища или в котором месте писано 10 или 20 или 50 ибо тех поминали: "Ты, господи, сам ведаешь имена их ".

### Казни 1564 - 1565 г.
Князь Михаил Репнин, князь Юрий Кашин, князь Иван Кашин, князь Андрей Ногтев Оболенский, князь Александр Горбатый с сыном князем Петром, Пётр Головин, князья: два сына Дмитрия Куракина, князь Пётр Горинский, князь Никита и князь Андрей Чёрные-Оболенские, Леонтий Тимофеев.

### Казни ноября 1567 - марта 1568 г.
Казарин Дубровский да два сына его, 10 человек его тех, которые приходили на помощь. Ишук Иван Бухарин, Богдан Шепяков, Иван Огалин, Иван Юмин, Григорий Темирев, Игнатий Заболоцкий, Фёдор Еропкин, Истома Кузьмин, князь Василий Волк Ростовский, Василий Никитич Борисов, Василий Хлуденёв, Никифор и Степан Товарищевы, Дмитрий Михайлович Товарищев, Иван Потапов, Григорий Фомин, Пётр Шестаков, князь Михаил Засекин, Михаил Лопатин, Тихон Тырнов, старец Афанасий Ивашов.
Митрополичьи: старец Левонтий Русинов, Никита Опухтин, Фёдор Рясин, Семён Мануилов.
Владыки Коломенского: боярин Александр Кожин, кравчий Тимофей Собакин, конюший Фёдор да дьяк владычный.

### Казни по делу о заговоре в земщине март - июль 1568 г.
Ивановы люди Петрова Фёдорова: Смирной Кирьянов, дьяк Семён Антонов, татарин Янтуган Бахмет, Иван Лукин, Богдан Трофимов, Михаил Цибневский, Труха Ефремов, Артемий седельник.
В Коломенских сёлах: Григорий Ловчиков казнил Ивановых людей 20 человек.
В Губине: Малюта Скуратов с товарищами казнил 39 человек. Михаил Мазилов, Леонтий и Брех Григорьевы дети Кафтырева, Никита Левашов.
В Матвеищеве: казнено 84 человека да у трёх человек по руке отсечено. Григорий Кафтырев, Алексей Левашов, Севрин Басков, Фёдор Казаринов, инок Никита Казаринов, муромец Андрей Баскаков, Смирной да Терентий да Василий Тетерины, Иван Селиванов, Григорий да Ив да Василий да Михаил да дети их 5 человек - 9 человек дети Гундоровы Тетерина, Осип Тетерин, князь Данила Сицкий, Андрей Батанов, Иван Поярков Квашнин, Никита да Семён Сабуровы, Семён Бочин, Хозяин Тютин с женою да 5 сынов его, да Хозяина брат, Иван Колочов да сын его Иван, Иван Трусов, Никита Трофимов, Иван Ишуков Бухарин, князь Владимир Курлятьев, князь Фёдор Сисеев, Григорий Сидоров, Андрей Шеин да сын его Григорий и брат Алексей.
В Ивановском Большом: казнено 17 человек, да 14 человек ручным усечением конец приняли.
В Ивановском Меньшом:  казнено 13 человек Исаковы жены людей Заборовского, да 7 человек отсечением рук скончавшимися.
В городище Чермневе: казнено 3 человека Тевриза да племянника его Якова.
В Солославле: казнено 2 человека.
В Бежецком Верху: казнено Ивановых людей 65 человек, да 12 человек скончались ручным усечением. Андрей и Григорий Дятловы, Семён Алябьев, Фёдор Образцов, Иван Меньшик Ларионов, Иван Ларионов, князь Семён Засекин Баташев,  князь Иван Юрьевич сын Смелого Засекина, Пётр Шерефединов, Павел племянник Ишуков, Елизарий Шушерин, Фёдор Услюмов  Данилов, Дмитрий и Юрий Дементьевы, Василий Захаров с женою да 3 сына, Василий Федчищев, Иван Большой и Иван Меньшой Григорьевы дети Пелепелицына, Григорий Перепечин, Андрей Бухарин.
А всего казнено на 6 июля 1568 года 369 человек.

### Казни по делу о заговоре в земщине июнь - сентябрь 1568 г.
Андрей Зачесломский, Афанасий Ржевский, Федор да Петр да Тимофей Молчановы дети Дементьева, Гордей Ступишин, Иван Измайлов, князь Фёдор Сисеев; Иван Выродков и дети его Василий, Нагай, Никита, дочь его Марья, внук Алексей да два внука, да сестра Ивана Федоровича, да его братья Дмитрий да Иван; Иван и Пётр Веригины, Гаврила и Фёдор Дмитриевы да две жены, дочь, да внук Выродковы же 9 человек; Ширяй Тетерин и сын его Василий, Иван и Григорий Горяиновы дети Дементьева, Василий Колычев, Андрей и Семён Кочергины, Фёдор Карпов, Фёдор Заболоцкий, Михаил Шеин, князь Владимир и князь Андрей Гагарины, Афанасий и Молчан Шерефединовы, Иван и Захарий Глуховы, Иван Товарищев, Фёдор Бернядинов, Михаил Карпов, Фёдор и Василий Даниловичи дети Сотницкого, князь Данила Чулков сын Ушатого, князья Иван и Андрей Дашковы, Григорий и Семён Образцовы, Афанасий Образцов, Молчан Митков; князья: Фёдор, Осип, Григорий Ивановичи дети Хохолкова Ростовского; Рудак Бурцев, Михаил Образцов сын Рогатого, Осип Янов, князь Александр Ярославов, Василий Мухин, Пётр Малечкин, Иван Большой и Иван Меньшой да Василий Мунтовы дети Татищева, князь Фёдор Несвицкий, Дмитрий Сидоров, Утеш Капустин, князь Андрей Бабичев, Карп Языков, Матвей Иванов сын Глебов, Фёдор и Иван Дрожжины, Андрей и Иван Кульневы, Иван Ростопчин и брат его Молчан, Иван Третьяк и Григорий Растопчины, Иван Измайлов; Семён да Иван да Фёдор да Елизар да Иван Каменские, Иван Петрович Фёдоров.
На Москве казнены: Михаил Колычев да три сына его: Булат, Симеон и Миня;
Казнены по городам: князь Андрей Катырев, князь Фёдор Троекуров, Михаил Лыков с племянником, Ворошило Дементьев, да 26 человек от ручного усечения скончались; Афанасий Отяев, Третьяк Полугостев, дьяк Второй Бунков, Григорий Плещеев, Тимофей Кулешин .

### Казни по делу об измене жителей Изборска в январе - феврале 1569 г.
В Изборском деле подьячих: Семён Андреевич Рубцов, Рубцов человек Оглобля, Петр Лазарев.
Псковичи: Алексей Шибников, Ефимий Герасимов, Иван Лыков, казанский жилец Юрий Селин, Василий Татьянин, Григорий Рубцов, Юрий Незнанов, Михаил Дымов, Михайлов человек Воронова Кузьма Кусов, Третьяк Лукин.

### Казни во время пребывания Ивана Грозного в Вологде в мае - июне 1569 г.
На Вологде казнены: князь Пётр Крапоткин, Третьяк и его человек Тимофей Кожар. Повар Василий. Помяс Фёдор. Плотники: Неупокой, Данила, Михаил. Балаховец Ананья.
Нижегородцы из земского: Иван и Третьяк Сидоровы, Данила Айгустов, из переславля Иван Третьяк.

### Казни по делу Старицких в октябре 1569 г.
Повелением царя Ивана Грозного потоплены в Горах в реке Шексне: удельная княгиня инока Евдокия мать князя Владимира Андреевича; инокиня Мария, инокиня Александра да 12 человек со старицами, которые с нею были - Володимерская постельница, что была у князя молодого приставлена Мария Ельчина, немка Анна Козина, татарка Анна, вдова Катуня, немка Ульяна, Марфа Жулебина, Акилина Палицына, Иван Ельчин, Пётр Качалкин, Иван Шунежской, Фёдор Ерофеевич Неклюдов, рыболов Корыпан, Фёдор Петров, Афанасьев человек Нащёкина Максим да его два человека Бык да Алексей; дворник Афонасий, Четвёртый да Дмитрий Ягины, Семён Лосминский, повар Молява, Ярыш Молявин, царский огородник Константин, Иван Молявин и брат его Левонтий, Третьяк Ягин, конюх Игнатий Ягин, Семён Лосминовский, подьячий Антон Свиязев, пушкари с коломны Ларион Ярыга и сын его Неустрой Бурковы, ряболов Ёж, ярославец Русин Шиловцев, рыболов Фёдор Соломонов, Василий Воронцов с товарищами, сытник Владимир Щёкин, Семён человек Грязной, Мария Былова и её сын, Левонтий Левошин.
На Богане: князь Владимир Андреевич с княгиней да с дочерью, дьяк Яков Захаров, Василий Чиркин, Анна и Ширяй Селезнёвы, Дмитрий Елсуфьев, Богдан Заболоцкий, Стефан Бутурлин.
Нижегородцы: Осей Иванов, Степан Бурнаков, Иван Дуплев, Иван Кашира.
Из Китая города: Воскресенский поп Василий, священоерей Григорий, церкви Петра и Вериги поп Кузьма, ведун баба Мария, Василий Неелов, москвитин Варлам Савин, Юрий Новокрещенов, подклюшник Иван Вешняков, Семён Чебуков, Семён Оплечюев, Второй Фёдоров сын Аникеев, Иван Боборыкин, Андрей Котов, Третьяк, Андрей Колычев, подьячий Василий Карпов, Василий Кошуркин, староста Иван Ушаков, ямской дьячок Горяин Пьямов, Третьяк Бакин, Андрей Щепотев и сын его Иван.
В Богородицком: земский охотник Семён Ширяев да псарей 16 человек.
В земском селе Братошине: псарей 20 человек.
В селе Озерецком: Левонтиевых людей Куркина 2 человека..

### Казни по делу новгородской измены в декабре 1569 - январе 1570 г.
Новоторжцы: Салман Глухов, Рудак да Богдан да Меньшой да Григорий да Шарап да Мисюрь Берновы, Осип да Иван Глуховы.
В новгородской посылке Малюта Скуратов казнил 1490 человек новгородцев, да 15 человек расстреляны из пищалей: Данила с женою и с детьми - самого Данилу четвертовали; Иван и Степан Фуниковы, Иван Бурово сын Чермазова, Михаил и Иван Павлиновы, жена Михаила Мазилова с двумя дочерьми и с двумя сыновьями; попов Филиппов сын благовещенского, Яков Змиев, Иван Извеков, Матвей Бухарин с сыном, Алексей Сауров, Козьма человек его, Роман Назариев сын Добровского, Фёдор Безсонов, Левонтий Мусорской, Сарыч Савуров, Матрёна Потякова, новгородский подьячий Молчан Григорьев, Андрей Горецкий.

### Казни по дороге в Новгород в декабре 1569 - январе 1570 г.
На дороге от Москвы 6 человек.
В Клину: каменщик Иван.
Псковичи с женами и детьми на Медне: 190 человек.
В Торжке сожжённых: серебряник Невзор Лязвин, серебряник Ульян, Григорий. сытник Иван Тёщин.
Псковичи с женами и детьми: 30 человек.
Бежецкой пятины: Игнатий Неклюдов сын Юренева, Михаил Васаев, Кирей Новосильцев, Ждан Нелединский.

### Казни в Новгороде в январе - феврале 1570 г.
Василий Дмитриевич Данилов, дьяк Андрей Безносов. Васильевы люди Дмитриевича, литвин Максим и немец Роп, Козьмины люди Румянцева два Третьяка, Михаил Романов, Третьяк Малечков да племянник Козьмин Третьяк Румянцев;
Новгородцы: сын боярский Третьяк Пешков, Шишка Чертовский, Василий Сысоев, Никита Чертовский, Андрей Паюсов, Иван да Прокофий да Меньшой Иван Паюсовы, дияк Юрий Сидоров, Василий Хвостов, Иван Сысоев, князь Владимиров сын боярский Григорий Бортенёв,  Алексей Неелов, дьяк Иван Юрьев, Стефан Оплечюев, Семён Паюсов, Григорий и Алферий Безсоновы, князь Борис Глебович Засекин, Андрей Мусорский, Борис Лаптев, Русин Перфуров, Денис и Меньшик Кондауровы, Андрей Воронов, Постник да Третьяк да Матвей да Сурьян Иванов, да Григорий Паюсовы; Постник Сысоев, владыки тверского подключник Богдан Иванов, Фёдор Марьин, Тутыш Палицын, Михаил Бровцын, Григорий Цыплетев, изборска городового прикащика Рудаков брат Пятой Перфирьев, Меньшой и Андрей Аникеевы, Ивановы люди Петровича: Смирной, Оботур, Иван, Ларион, Богдан, Петр и Вавила Нагины.
Из Сорма с Москвы: Бажин старец Дионисий.
С Михайлова городка: старец Илинарх. Тимофей и Герасим Нащокины, подьячий Еремей Дервин, Фёдор Сырков, Алексей Сырков с женою и с дочерью, Варвара Третьякова жена Пешкова с двумя сыновьями, дьяк Иван Матвеев с женою и снохою, Матвей Харламов с женою и с дочерью, Семён Козавицын с женою, Второй с женою, Иван Плещеев, Григорий Волынский, Алексей Неклюдов с женою, Иван Жаденский с женою, Хотен с женою, Пётр Запоров с женою и сыном, Роман Амосов с женою и сестрою и с тёщей, Меньший Кротков с женою, Давид Оплечюев, Китай Шамшев, Пётр Оплечюев, Никита и Тимофей Котовы, Терентий Ивонин, Петр и Андрей Котовы, Постник Кувшинов, Пётр Блеклой с женою да снохою и с внуком, Пинай Потяков с женою и сыном, Иван Кострикин с женою да сыном ид дочерью, Шемяка и Ощера Кузьмины да Никон Ощерин сын - Болховские; Матвей Федотов, Бажен Иванов с женою да с сыном и дочерью, Сурьян Иванов, Иван Пасынок, Фёдор Жаденсков, Илья Плещеев, Иван Исаков с женою и 2 дочерьми, Андрей Шишкин с женою, Остафий Мухин с женою, Фуник Яковлев с женою, Фёдор Пивов с женою, Кирилл Голочелов с женою, Исак Басенков с  женою, Дмитрий Елгозин, Иван Мелницкой, Пелагея Курдюкова, инок Александр, протопоп Амос, Яков Старый, Григорий Бестужев, Семён да Никита да Фёдор Палицыны, Субота Резанов с женою и с 2 дочерьми, Василий Веселой с женою, Иван Карпов с женою, Пятый Палицын, серебряник Родион, Обида Нестеров, ямской Дмитрий.
Подьячие новгородцкие: Фёдор Маслов с женою с сыном Дмитрием и дочерью Ириной, Иван Лукин с женою и детьми: Стефан, Анна, Катерина; Кирилл Андреянов с женою и детьми Василием и Марфой; Харитон Игнатьев с женою и дочерью Стефанидой, Петеля Резанцев с женою и сыном Карпом, Селянин Шахов с женою и детьми: Пелагея и Пётр; Глеб Ершов сын Климова с женою и дочерью Матрёною, Фёдор Борода с женою, Иван Ворыпаев с женою, Григорий Палицын с женою, Семён Иванов с женою и сыновьями Фёдором и Данилой, Алексей с женою, Василий Зворыкин с женою, Василий Орехов, Андрей Савуров с женою и сыном Лазарем, Болобока Игнатьев с женою, Неждан Оботуров с женою, Богдан Игнатьев с женою, Алексей Сунятев с женою и дочерью Марией, Григорий Павлов, Фёдор Жданов с женою да с сыном и 2 дочерьми, Григорий Степанов с женою, Алексей  Артемьевич Сутянилов с женою и дочерью, Алексей Дыдылнин, Лука Шатерин с женою и сыном, Истома Кузьмин с женою с сыном и дочерью.
Новгородские подьячие неженатые: Алексей Иванов, Безсон Афанасьев, Сухан Григорьев, Семеон Ежов, Смирной Нестеров, Будило Никитин, Богдан Воронин, Мижуй Крюков, Яков Иванов, Илья Селин, Ждан Игнатьев, Василий Леонтьев, Фёдор Братской, Тимофей Лисин; Инок Нередицкого монастыря Пимин.
Новгородсие разсыльщики: Никифор Палицын с женою и 2 сыновьями, Семён Платюшкин с женою и 3 дочерьми, Андрей Выповский, Иван Ширяев с женою и 2 сыновьями, Андрей Юренев, подьячий Чиж с женою и с сыном и дочерью, Иван Едигеев;
Старица Евдокия Горбуша, Андрей Тараканов, Суморок Елгозин, Охлопок и Нечай люди Куликова, Яков Усов с женою с дочерью и сыном, Гурий Бутурлин, Исуп Колзоков, Иван Мячков, Истома Лукошков, холщевник Никифор с женою и сыном и дочерью, Яков Кудрявцев с женою и 2 сыновьями, Артемий Есипов с женою с сыном и 2 дочерьми; Семён Кроткий с женою с сыном и дочерью, Прокофий Огалин, Шестак Окунев, Яким Климов, Иван Палицын с женою и 2 сыновьями, князь Андрей Бычков Ростовский с матерью с женою с сыном и дочерью; Пятой Семёнов, Никита Никитин, охотник Гаврила, Игнатий Скомантов, Яков Шалимов, Неклюд Палицын, корелянин Варфоломей, староста Никифор, Ятцкой Дедяев, полоченин Алексей, портной Алексей, Микула Ездок и Иван Опалёвы, Левонтий Бутурлин, Ярой Тихонов, Василий Крюков, Иван Кутузов, Афанасий Бабкин, Немир Опалёв, Тимофей и Ратман Палицыны, подьячий Иван, Семён и Меньшик Шалимовы.
Логоцкого погоста старосты: Данила, Дмитрий Мякина Третьяков человек Шаблыкина, Левонтий, Данила, Нечай Матвеевы;
Княгиня Афросенья жена князя Никиты Ростовского-Лобанова, кожевник Антон, Богдан Игнатьев, Григорий Мотякин, полочанин Михаил, Замятня и Нерка Шепяковы, Иван Окунев, Ушак да Михаил да Богдан да Неудача Хвостовы; Иван да Юрий да Фёдор да Василий да Матвей Милославские; Алексей и Постник Хвостовы, Василий Бутурлин, Юрий Линёв, Данила слуга Басманова, Вешняк Дубровский с сыном, Алексей Дубровский с сыном, Игнатий и Данила Хвостовы..
В Новгороде казнены 15 баб, называли их ведуньями.

### Казни в Пскове в феврале 1570 г.
Из Пскова Печёрского монастыря игумен Корнилий и старец Васьян Муромцев, Борис Хвостов, Третьяк Свиязев,  тёща Елена Неудачина, инок Дорофей Курцев, Пётр Оплечюев. Тимофей Колонтяев, Захар и Постник Спячие, Афонасий и Степан Мартьяновы, Василий да Матвей да Данила Коротнёвы, корелянин Третьяк, Андрей Образцов.
В Пскове: приказчиков городовых 2 человека: Тимофей Оплечуев и Василий Спячий; корелянин Гуляй, подьячий Афанасий Пуговка, Смага Ефимьев сын Вялицына, Алексей Пешков, Иван Клеопин, Иван Пузиков, Михаил Сумароков, немец Иван, Алексей Бовыкин.
Из новгородской тюрьмы: литовцы Марк и Фёдор;
Яков Юренев, Юрья Молвянинов, Тучко Юренев, Меньшик Юренев князь Иванов человек Бельского, Иван Веселой, Максим Зеленин, Иван Беликов, Сапун Дубровский с женой и детьми: 2 сына и дочь; Иван Аникеев, Никита Линёв. Игнатий Куничников, сытник Добрыня, Фёдор Свиязев, Булгак Безсонов, Алферий и Шестак Выповские, Никита Яковлев сын Хвостова, Некрас Поповкин, Истома Горин, Молчан Горин, Гаврила Чёботов сын Потперихина, Иван, Иван Вяземский, Сидор Уваров, псари: Третьяк и Четвертой Борзовы; Ушатой Поповкин, Суря Щекотов, Аксентий Путильцев, Федот Изугин, Иван Желтухин, Аксентий Олферьев, путимлец Дмитрий, Пётр, Иван Пасынков, Михаил Шелухин, пищальник Молчан, Грязной Вяземский, Всячина Скулин, псарь Иван, нарядчик Казарин Полевой, писщик Шеметко, псарь Нелюб Приезжий, жена Василия Прохнова с сыном и с дочерью, инок Афанасий Ежов, сытник Тимофей с сыном, князь Василий Гагарин, солотинский архимарит, стрелец Алексей, подьячий Ананий, псарь Иван Бердин.

### Казни в Москве 03 июля 1570 г.
Третьяк Висковатый с женою, Лаврентий Паюсов, Пантелей и Третьяк Гнилевские, Третьяк Корнилов, Опасный Небытов, жена Алексея Дубровского с сыном и дочерью, жена Вешняка Дубровского с сыном и дочерью. Плохой Цвиленев, Прокофий Цвиленев, Афонасий Бубровин, подьячий Семён, архимарит Митрофан из Нижнего печерской, Елька Мальцев.

### Казни в Москве 21 июля 1570 г.
Боярин князь Пётр Серебряный, дьяк Мясоев Вислой, князь Александр Ярославов княж Петров племянник, подьячий Леваш, Роман Полянинов, подьячий Вешняк Лобанов, Одинец Желнинской, Пётр Шепяков, сытник Иван, Иван Селезнёв, Пётр Тененев, Бакака Аникеев, дети Андрея Батанова: сын и дочь; жена Ишука Бухарина с невесткою.

### Казни в Москве 27 июля 1570 г.
Сава Ездок, Иван Дивин, Иван Куличкин, Немятой Пивов, Никифор Семёнов, Иван Гам Люшин, Неустрой Маслов, Илья Окараков, Богдан Дивин, княжна Афимья жена Андрея Тулупова с дочерью Анной, Афимья Румянцева с сыном Алексеем и 3 дочерьми: Прасковья, Анна и Арина; Агафья Савина, Аксенья жена Полушкина с двумя сыновьями: Исаак и Захар да две дочери: Лукерья и Авдотья; Мария Васаева, Никифор и Воин Потяковы, Пелагея Дубнёва с сыном Андреем, Мамелва Ростовцева, Арина и Четвертый дети Ростовцева, Арина жена Ивана Басенкова с сыном Тихоном, жена Фёдора Чудинова, Авдотья Тиунова с сыновьями: Андреем, Михаилом, Иваном и дочерью Агафьей; Настасья Опалёва, Анна дочь Щёкина, Мария и Семён Кроткие, Настасья, Улиания Вахнёва, Исак, жена Ждана Путятина, Аксинья Елизарова, Мария Дубровина с сыновьями: Фёдор и Второй; Михаил и Никифор Акимовы, Лукьян, Акилина Щёкина с дочерью Анной, Анна, Лукерья Жданкова с сыном Андреем, Елена Остафьева с сыновьями: Фома, Игнатий и дочь Стефанида; Огропена Ездокова жена Мостина, Варвара жена Спячего с дочерью Ариною, Дарья Кречетникова с сыном Владимиром, княгиня Анна жена Василия Шехонского, Анна вдова Ростовцева с сыновьями: Иваном, Гаврилом и дочерьми Анной и Окилиной, Марья Неудачина жена Цыплетева с детьми Авдотьей и Титом, Андрей и Григорий Цыплетевы.

### Казни в Москве 16 августа 1570 г.
Инок Дионисий Турпеев, сотник Пётр Верещагин, татарин Аинтуган.

### Казни 1569-1571 г.
Алексей Басманов с сыном Петром, Захар и Иван Плещеевы, Полуехт Михайлович Тёщин, Михаил Дмитриев, Рюма Мелентьев, Иван Ржевский, подьячий Семён Фефилов, подьячий Василий Воронин, Кипчак Лабодинский, Василий и Иван Петровичи Яковлевы, князь Михаил Темрюкович Черкасский.

### Казни 1571 - 1574 г.
Князь Василий Тёмкин с сыном князем Иваном, Фёдор Салтыков, Никифор Пушкин, Никита Салтыков, Докучай Пушкин, Никифор Ульянов, Фёдор Ульянов, Калинник Собакин; Парфений да Степан да Семён Собакины; Василий Шербинин; Никита да Иван да Богдан Кобылины; Булат Арцыбашев, Арина Сурвоцкая.

### Казни 1575 г.
Князь Пётр Куракин, Иван Бутурлин с сыном и дочерью, Дмитрий Бутурлин, Никита Борисов, Василий Борисов, Дружина Владимиров, князь Данила Друцкой, Осип Ильин, протопоп, подьячие 3 человека, простые 5 человек. Семён Васильев с сыном Никитой, князь Данила Сицкий, Протасий Михайлович Юрьев, Василий Ошанин, Владимир Желнинский, князья: Борис, Владимир, Андрей, Никита Тулуповы; Михаил Плещеев, Василий Умный, Алексей и Фёдор Сторого, Арина Мансурова, Фёдор и Семён Сунбуловы, Яков Мансуров, Григорий и Александр Колтовские, княжна Мосальская, Андрей Молчанов, Тимофей и Венедикт Колычевы .